# バート・ランス
トーマス・バートラム・“バート”・ランス（Thomas Bertram "Bert" Lance、1931年6月3日 - 2013年8月15日）は、アメリカ合衆国の銀行家である。1977年、ジミー・カーター大統領政権下で行政管理予算局長を務めた。就任の8か月後に不正疑惑の責任を取って辞任したが、後に全ての容疑が晴れた。

## 若年期
ランスは1931年6月3日にジョージア州ゲインズビルで生まれた。父トーマス・ジャクソン・ランスはジョージア州北東部のヤング・ハリス大学の学長であり、1941年に父がキャルフーンの教育長に就任したため、一家でキャルフーンに移り住んだ。
1948年にキャルフーン高校を卒業し、エモリー大学に2年間在学した後、ジョージア大学に移籍した。1950年にキャルフーン第一国法銀行のオーナー一族のラベル・デイヴィッド(LaBelle David)と結婚し、4人の息子をもうけた。しかし、家族が増えたことで大学の学費を払えなくなり、ジョージア大学を中退した。

## 銀行家としてのキャリア
ランスはキャルフーン第一国法銀行に窓口係として入行し、それから10年で頭取まで昇進した。1958年、投資家グループと共同で同行の経営権を取得した。その間、ランスはルイジアナ州立大学南部銀行学校およびラトガース大学ニューブランズウィック校ストーナー銀行学校の経営者教育プログラムを修了した。1975年から1977年までアトランタのジョージア国法銀行の頭取を務めた。

## 政界でのキャリア
ランスは、ジミー・カーターがジョージア州知事だった時代に知り合いとなり、ジョージア州高速道路局長を務めた。1974年、カーターの後任の州知事選挙に出馬したが、民主党予備選挙でジョージ・バスビー、レスター・マドックスに次ぐ第3位となり敗北した。選挙運動でランスは約60万ドルの負債を負った。

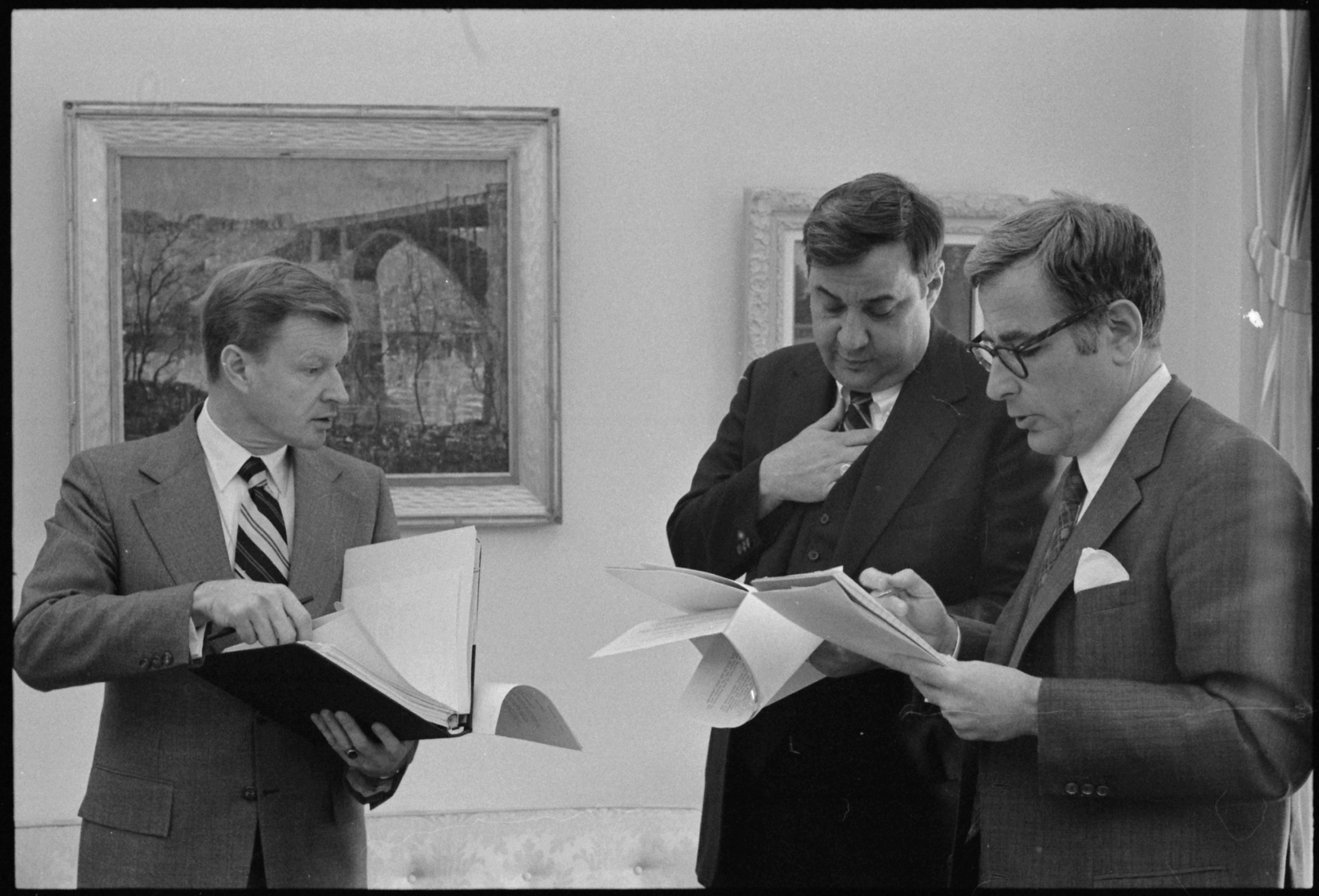
左から、国家安全保障担当補佐官ズビグネフ・ブレジンスキー、ランス、国防長官ハロルド・ブラウン

ランスは1976年の大統領選挙でカーターの選挙戦のアドバイザーを務めていた。カーターが現職のジェラルド・フォードに勝利した後、ランスは行政管理予算局(OMB)の局長に任命された。OMB元職員によれば、ランスがカーターとともに毎朝の祈りを捧げていたことは周知のことだったという。
就任から6か月で、ランスがキャルフーン第一国法銀行頭取だったときの資金流用疑惑が持ち上がり、マスコミや連邦議会から追求する声が上がった。ジャーナリストのウィリアム・サファイアは、ランスについて書いた記事"Carter's Broken Lance"（カーターの壊れたランス）により1978年のピューリッツァー賞を受賞した。
その前のフォード政権下で、ウォーターゲート事件で訴追直前のリチャード・ニクソンに対し恩赦が与えられたことに対する批判もあり、ランスの一件はカーター政権に対する大きなダメージとなる可能性があった。カーター政権では前政権のような不正はないということを示すため、ランスは同年9月にOMB局長を辞職した。その後、ランスの不正疑惑に対する裁判が行われたが、陪審は9つの罪状については無罪判決を出し、残り2件については判決を出さなかった。
ランスは1981年にキャルフーン第一国法銀行に会長として復帰し、1986年までその職にあった。1982年にジョージア州民主党の議長に選出された。1984年、大統領選挙の民主党候補だったウォルター・モンデールはランスを民主党全国委員会の議長に任命しようとしたが、党員の反対により指名を撤回した。ランスがモンデールの選挙戦の総責任者だったのはわずか数週間だった。1988年の大統領選挙ではジェシー・ジャクソンのアドバイザーを務めたが、民主党予備選挙で2位に終わった。

### 壊れていないなら直すな
ランスは、"if it ain't broke, don't fix it"（壊れていないなら直すな）というフレーズを世間に広めたとされている。全米商工会議所のニュースレター『ネーションズ・ビジネス』誌1977年5月号で、OMB局長在任中のランスは、アメリカ政府は「壊れていないものを直したり、壊れているものを直さなかったりする」と指摘した上で、「壊れていないなら直すな」という方針を政府が採用すれば、政府は数十億ドル節約することができると述べた。このフレーズはランスが生み出したものではなく、それ以前からアメリカ南部で使われていたようである。このフレーズが広く知られるようになり、ウィリアム・サファイアは「これは反対運動家たちのインスピレーションの源泉となった」と書いている。

## BCCI疑惑
ランスは、1980年代から1990年代初頭にかけての国際商業信用銀行(BCCI)の疑惑事件に関与していた。
ランスは、BCCIの指導者であるハッサン・アベディ、モフタル・リアディ、ガイス・ファラオンや、BCCIの最大の借り手であるポンナプラ・サンジーヴァ・プラサドとの取引に関与し、アーカンソー州の有力投資家ジャクソン・T・スティーブンスと共同で、BCCIに対しファイナンシャル・ジェネラル・バンクシェアーズの買収を促した。ランスとスティーブンスは、BCCIの破綻により大金を手にした。
1978年1月、ランスはジョージア国法銀行の株式をファラオンに売却し、同日、アベディはシカゴ第一国法銀行でのランスの350万ドルの融資を完済した。一方で、シカゴ銀行は信用供与枠を開放してソビエト連邦に対する巨額の融資を行った。翌月、ランスはBCCIによるワシントンのファイナンシャル・ジェネラル・バンクシェアーズへの敵対的買収に協力した。この試みは失敗に終わったが、その3年後、BCCIは秘密裏にこの銀行を買収し、15人のアラブ人投資家を名義人としてファースト・アメリカン・バンクシェアーズに改称した。翌年、ランスはアベディにカーターを紹介した。1987年、ファースト・アメリカン・バンクシェアーズはファラオンからジョージア国法銀行を買収した。BCCIは1991年に解散し、その後、同行が連邦銀行法に違反して複数の銀行を秘密裏に支配するなど、多くの違法行為を行っていたことが明らかになった。

## 大衆文化において
ランスがOMB局長を辞任した1977年9月24日の『サタデー・ナイト・ライブ』において、ジョン・ベルーシがランス役、ダン・エイクロイドがカーター役でアメリカン・エキスプレスのCMのパロディを行った。
CBSのシットコム『グッド・タイムズ』の1977年のシーズン5のエピソードで、ジミー・ウォーカー演じるJJが、ランスに言及しながら、家にお金がないことを知りつつ、家計のために小切手を切ろうと言った。
ABCのシットコム『ワッツ・ハプニング!』の1979年のエピソード"Making Out"で、フレッド・ベリー演じるレランは、政治学専攻のデート相手の気を引こうとして、バート・ランスとサイラス・ヴァンスを混同する。
ジョージア州の州間高速道路75号線にはランスの名前がつけられている。

## 死去
ランスは2013年8月15日にジョージア州キャルフーンの自宅で死去した。82歳だった。ランスは老化による健康状態の悪化のため、ホスピスでのケアを受けていた。

## 著作物
- Lance, Thomas Bertram; Bill Gilbert (1991). The truth of the matter : my life in and out of politics. New York: Summit Books. ISBN 0671690272. LCCN 91-25016 2013年8月21日閲覧。